# نبرد مسکو (فیلم)
نبرد مسکو (انگلیسی: Battle of Moscow) یک فیلم جنگی دو قسمتی اتحاد جماهیر شوروی محصول ۱۹۸۵ است که روایتی دراماتیزه شده از نبرد مسکو در سال ۱۹۴۱ و رویدادهای پیش از آن ارائه می‌کند. این فیلم‌ها محصول مشترک اتحاد جماهیر شوروی-آلمان شرقی-چکسلواکی-ویتنام به کارگردانی یوری اوزروف است که نویسنده فیلمنامه آن نیز بوده‌است.